# Dysaphis henrystroyani
Dysaphis henrystroyani är en insektsart. Dysaphis henrystroyani ingår i släktet Dysaphis och familjen långrörsbladlöss. Inga underarter finns listade i Catalogue of Life.